# Tấn công bằng xe vận tải vào chợ Giáng sinh Berlin 2016
Ngày 19 Tháng 12 năm 2016, vào khoảng 20:00 giờ địa phương, một cuộc tấn công bằng xe tải được thực hiện, đâm vào một chợ Giáng sinh tại Breitscheidplatz ở Berlin, giết chết 12 người và làm bị thương 48 người khác. Cảnh sát tin rằng nó có thể là một cuộc khủng bố.

## Diễn biến
Theo cảnh sát Berlin, vào buổi tối một xe tải Scania R-450 với bảng số Ba Lan (huyện Danzig) tông thẳng vào chợ Giáng sinh tại Breitscheidplatz. Chiếc xe chạy thêm 50-80 mét lao qua một số khách tham quan và phá hủy một số quầy hàng. Chiếc xe tải này nguyên thủy là để cung cấp các bộ phận bằng thép cho Berlin.

## Điều tra
Cảnh sát trong phát biểu đầu tiên cho đây là một cuộc tấn công. Họ tìm thấy sau sự kiện trong xe một người đàn ông quốc tịch Ba Lan đã chết bên ghế hành khách của xe tải. Ông ta đã bị bắn chết.

## Kẻ tình nghi
| [Bản đồ tương tác toàn màn hình]                                |                                                               |
| Bản đồ các phong trào của Amri trong những ngày sau vụ tấn công |                                                               |
|                                                                 | Biểu đồ hiện đang tạm thời không khả dụng do vấn đề kĩ thuật. |

Cơ quan an ninh Đức đã nhận diện nghi phạm là Naved B. Ông bị bắt gần Cột Chiến Thắng sau khi trốn thoát. Theo thông tin từ báo die Welt nghi phạm là một người tị nạn Pakistan 23 tuổi. Vào trưa ngày 20 tháng 12 nhiều phương tiện truyền thông tường thuật, có lẽ anh ta không phải là kẻ khủng bố, và thủ phạm thực sự có trang bị vũ khí, vẫn còn đang chạy trốn.
Dưới chỗ ngồi của tài xế xe tải, các nhà điều tra tìm thấy một giấy chứng nhận cho ở tạm của công dân Tunisia Ahmed A. do huyện Kleve cấp. Người này cũng sử dụng danh tính Anis A. và Mohammed A. Ông ta xin tị nạn vào tháng 4 năm 2016 ở Đức. Thủ tục tị nạn của ông ta vẫn chưa hoàn tất. Vào mùa hè năm nay, ông ta được để ý vì gây thương tích nguy hiểm tính mạng, nhưng không thể bị cáo buộc vì ông ta đã lặn trốn. Ông ta bị bắt vào tháng 8 năm 2016 tại Friedrichshafen với một giấy tờ Ý giả mạo và lại được thả ra. Sau đó ông ta đăng ký trong một trại tị nạn ở Emmerich, nơi ông ta lại trốn đi, và sống với những người có liên hệ với nhà truyền giáo Abu Walaa, người đã bị bắt vào tháng 10, và có lúc sống với Dortmund Boban S., người bị bắt giữ cùng với Abu Walaa và bị buộc tội, tuyển dụng người cho cuộc thánh chiến vũ trang và tự nhận là người của IS. Ahmed A., bí danh Anis A./Mohammed A. được cho là đã hỏi một người đàn ông (theo nguồn của cảnh sát Nordrhein-Westfalen) để mua vũ khí. Cảnh sát đã theo dõi liên lạc viễn thông của ông ta.
Cảnh sát đã tìm được dấu tay của Ahmed A. tại xe tải. Trong một cuộc phỏng vấn với báo Anh The Times, cha của Ahmed A. cho biết, trước khi sang châu Âu con ông đã là một kẻ bạo động, nhưng chỉ trở nên cuồng tín ở châu Âu. Anh ta đã gặp rắc rối, bỏ học và vào tháng 3 năm 2011 thì tới Ý. Ở đó anh ta vì tội ăn cắp và đốt trường học bị 4 năm tù. Cũng như cha, Amri xuất thân từ thành phố Oueslatia, tỉnh Kairouan, Đông Bắc Tunesia, một tiền đồn Hồi giáo quá khích.
Amri vào ngày 23 tháng 12 năm 2016 vào khoảng 3 giờ sáng bị cảnh sát Ý kiểm soát ở thành phố Sesto San Giovanni thuộc tỉnh Mailand, đã nổ súng và bị bắn chết. Một người cảnh sát bị thương. Khẩu súng mà Amri dùng cũng là cây súng ngắn được dùng để bắn chết tài xế xe tải người Ba Lan. Thành phố công nghiệp nhỏ Sesto San Giovanni được biết đến như một thành trì Hồi giáo quá khích. Nhật báo "Il Giornale" gọi nơi này vào ngày 23/12 là "Molenbeek của Ý" và ám chỉ đến vùng ngoại ô Brussels, nơi xuất thân của nhiều tên khủng bố ở Paris.

### Ổ khủng bố
Ngày 23 tháng 12 năm 2016, 3 thanh niên bị bắt tại Tunisia gần thị trấn Kairouan, trong đó có một cháu trai Amir. Bộ Nội vụ Tunisia cho là ba người bị bắt giữ, 18-27 tuổi, thuộc một "ổ khủng bố", và họ đang bị điều tra xem có liên quan đến Amri. Tunisia đang bị áp lực phải hành động, sau khi nước này 2 lần lên tiếng từ chối hoặc trì hoãn chấp nhận Amir trở về, một lần sau khi Amri ra khỏi tù ở Ý và một lần bang Nordrhein-Westfalen muốn trục xuất Amri về Tunisia.

## Nạn nhân
Người điều khiển ban đầu của chiếc xe là một người cực 37 tuổi tên là Łukasz. Cùng bị bắt cóc và giết bởi kẻ xâm lược, sau đó chiếm giữ chiếc xe tải của anh ta.
| Quốc gia     | Tử vong | Bị thương | Nguồn                       |
| ------------ | ------- | --------- | --------------------------- |
| Đức          | 7       | Không rõ  | [ 24 ]                      |
| Ý            | 1       | 3         | [ 24 ] [ 25 ] [ 26 ] [ 27 ] |
| Israel       | 1       | 1         | [ 24 ] [ 26 ] [ 28 ]        |
| Ba Lan       | 1       | 0         | [ 24 ] [ 29 ]               |
| Cộng hòa Séc | 1       | 0         | [ 24 ] [ 26 ] [ 30 ]        |
| Ukraina      | 1       | 0         | [ 24 ] [ 31 ] [ 32 ]        |
| Tây Ban Nha  | 0       | 2         | [ 33 ]                      |
| Anh Quốc     | 0       | 2         | [ 34 ]                      |
| Hoa Kỳ       | 0       | 2         | [ 35 ]                      |
| Phần Lan     | 0       | 1         | [ 36 ]                      |
| Hungary      | 0       | 1         | [ 37 ]                      |
| Pháp         | 0       | 1         | [ 38 ]                      |
| Liban        | 0       | 1         | [ 39 ]                      |
| Không rõ     | 0       | 42        | [ 40 ]                      |
| Tổng cộng    | 12      | 56        | [ 41 ]                      |

## Xe vận tải và tài xế

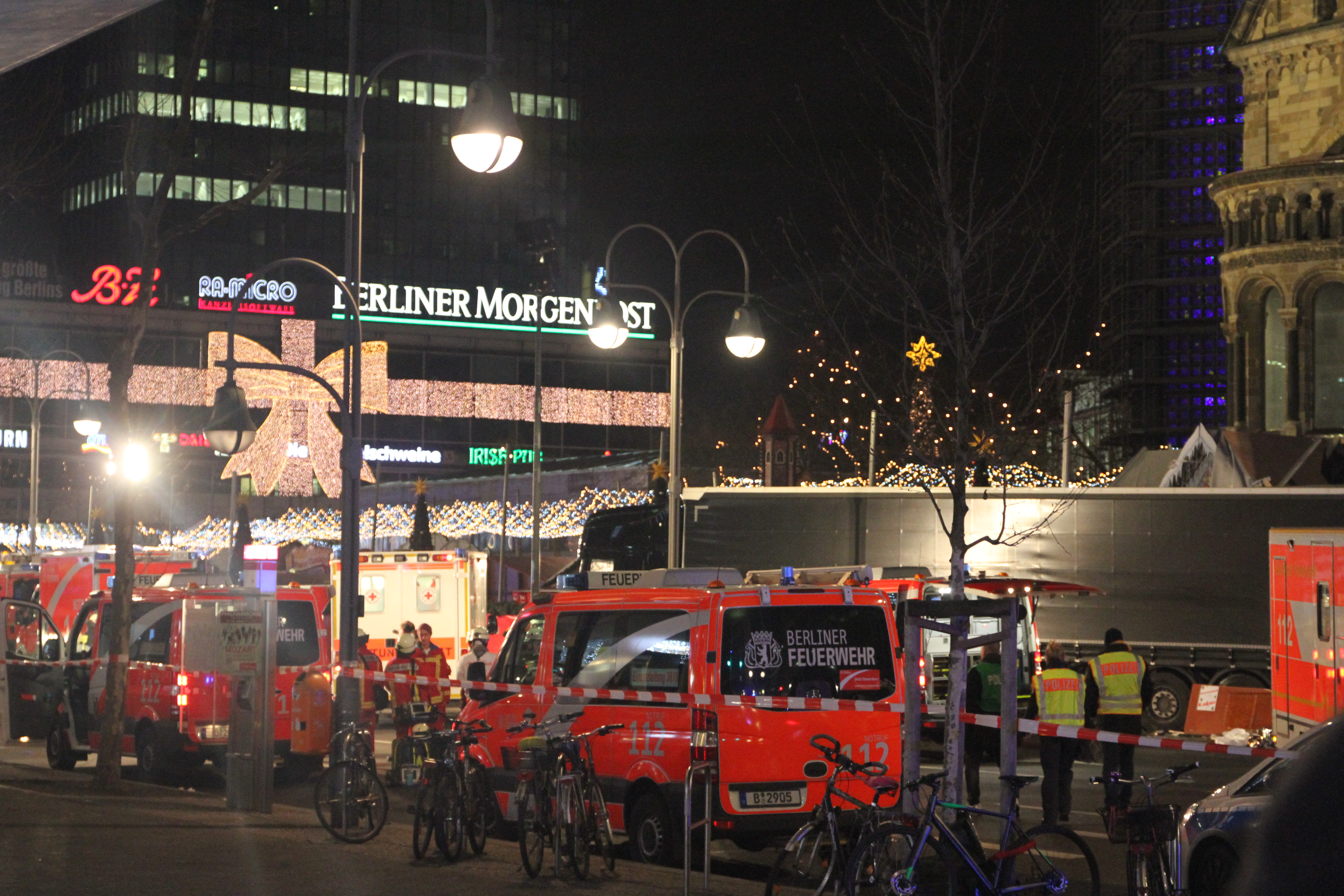
Xe tải dính líu

Chiếc xe tải dính líu là chiếc Scania R 450 sơ mi rơ moóc đen. Chiếc xe mang biển số Ba Lan và thuộc một công ty chuyên chở Ba Lan, Uslugi Transportowe Ariel Zurawski, có trụ sở ở Sobiemyśl. Nó đang trên đường trở về Ba Lan, bắt đầu ở Ý, nó vận chuyển dầm thép đến Berlin.
Theo người đứng đầu của công ty giao hàng, anh em họ của ông đang lái chiếc xe tải đến Berlin, nhưng ông không thể tưởng tượng anh ta gây ra tai nạn. Công ty đã liên lạc với người lái xe tải lúc 15:00-16:00, người lái xe báo cáo anh đã đến quá sớm tại công ty ThyssenKrupp Schulte GmbH ở Berlin và vì vậy ông phải đợi ở đó qua đêm và dỡ hàng vào buổi sáng hôm sau. Gia đình đã không thể liên lạc với người lái xe kể từ 16:00. Công ty sở hữu chiếc xe tải nghi ngờ nó đã bị bắt cóc dựa trên tọa độ GPS của nó. Người sở hữu công ty sau đó nhận diện anh em họ của ông, tài xế ban đầu của sơ mi rơ moóc, là người được tìm thấy chết trong xe tải. Người ta tin rằng tài xế ban đầu đã bị bắt cóc và bị thủ phạm giết chết.